# Kežmarok-Pradiareň
Kežmarok-Pradiareň – przystanek kolejowy znajdujący się w mieście Kieżmark, w kraju preszowskim, na linii kolejowej nr 185, na Słowacji.